# Zungaro jahu
Zungaro jahu är en fiskart som först beskrevs av Ihering, 1898.  Zungaro jahu ingår i släktet Zungaro och familjen Pimelodidae. Inga underarter finns listade i Catalogue of Life.